# Kiếm Rồng (phim 2015)
Kiếm Rồng (tiếng Anh: Dragon Blade, tiếng Trung: 天將雄師, Hán-Việt: Thiên tướng hùng sư) là một bộ phim hành động lịch sử Trung Quốc - Hồng Kông công chiếu năm 2015, do Lý Nhân Cảng viết kịch bản kiêm đạo diễn, Thành Long đóng chính kiêm chỉ đạo võ thuật và đồng sản xuất.  Phim có sự tham gia của các diễn viên gồm Thành Long, John Cusack, Lâm Bằng, Vương Nhược Tâm, Choi Si-won, Tiêu Ương, Vương Thái Lợi và Adrien Brody. Các diễn viên Phùng Thiệu Phong, Lâm Gia Hân và Ngô Kiến Hào đều xuất hiện với vai trò là khách mời.
Phim ra mắt dưới định dạng IMAX 3D vào ngày 19 tháng 2 năm 2015, tức ngày mùng 1 Tết Nguyên Đán, tại các cụm rạp trên Trung Quốc, Hồng Kông và Việt Nam. Bộ phim chính thức ra mắt tại Mỹ vào ngày 4 tháng 9 năm 2015 bởi hãng Lionsgate Premiere.

## Nội dung
Năm 48 trước Công Nguyên dưới thời nhà Hán, Tây Vực Đô hộ phủ được lập ra với mục đích ngăn chặn các cuộc chiến tranh giữa các bộ tộc và giữ gìn hòa bình ở khu vực Con đường Tơ lụa. Hoắc An (Thành Long), vị tướng quân đứng đầu Đô hộ phủ đã thành công trong việc hòa giải xung đột giữa người Ấn Độ và người Hung Nô. Sau đó, đội quân của Hoắc An trở về ngôi làng nơi vợ của anh đang sống và dạy học cho những đứa trẻ mồ côi ở đây. Hoắc An cùng các huynh đệ vừa trở về đã bị người từ phủ Thái thú bắt vì lý do tham nhũng và bị đày tới Nhạn Môn quan để tu sửa thành trì. Tại đây họ đã thấy một ngôi miếu có thờ bộ áo giáp ở giữa, đó chính là áo giáp của tướng quân Hoắc Khứ Bệnh từng nhiều lần lập đại công cho triều đình, đánh đuổi Hung Nô, giữ yên Tây Vực. Hoắc An xúc động nhớ lại ký ức ngày xưa được Hoắc tướng quân cứu mạng.
Không lâu sau ngôi thành bị một Quân đoàn Lê dương La Mã bao vây. Họ vừa phải trải qua một chặng đường dài thiếu nước và chỗ trú chân nên muốn chiếm lấy ngôi thành này. Nhạn đầu (người đứng đầu Nhạn Môn quan, do Tiếu Ương đóng) ra lệnh cho quân sĩ bắn tên. Quân La Mã giả vờ bỏ chạy, Nhạn đầu bất chấp lời khuyên can của Hoắc An vẫn tiếp tục đuổi đánh nên bị bắt. Hoắc An buộc phải ra khỏi thành và đấu tay đôi với tướng quân La Mã Lucius (John Cusack). Thình lình bão cát ập đến, và Hoắc An đã đề nghị ngừng đánh nhau và hứa dẫn Lucius và đội quân của anh ta vào thành. Đúng lúc đó, Hoàng đế nhà Hán ra lệnh cho tướng sĩ Nhạn Môn quan phải tu sửa xong ngôi thành trong vòng 15 ngày, vì vậy Lucius đã giúp Hoắc An trong việc xây dựng. Được Hoắc An cổ vũ, tất cả mọi người trong thành: người La Mã, người Hán, người Hồi Hột và Đột Quyết đều hăng hái làm việc trong tình hữu nghị. Đổi lại, Hoắc An hứa phái hai người của mình cùng người của Lucius tới Đế quốc Parthia liên lạc.
Trong khoảng thời gian ở thành Nhạn Môn, Lucius đã kể cho Hoắc An nghe về Công tử Publius (Jozef Waite), con trai và là người thừa kế của quan chấp chính Marcus Licinius Crassus. Marcus tới Parthia để kết đồng minh với họ thì bị con trai cả là Tiberius (Adrien Brody) sát hại, còn Publius thì bị mù, vì vậy Lucius phải cùng với Publius chạy trốn khỏi đất nước La Mã. Cùng lúc đó, một người lính về báo tin những sứ giả được Hoắc An và Lucius cử đi trước đó đã bị Tiberius giết chết. Hắn đã mua chuộc quan Thái thú Trung Quốc và Ân Phá (Choi Siwon), một thuộc hạ cũ của Hoắc An hòng độc chiếm Con đường tơ lụa. Trước tình thế khẩn cấp, công tử Publius nhân danh Đế quốc La Mã chính thức phong cho Hoắc An làm Centurion danh dự, được phép chỉ huy quân đội của Lucius.
Tiberius và bọn phản loạn tìm cách chia rẽ Hoắc An và Lucius. Một mặt chúng cho người truy sát vợ Hoắc An, mặt khác chúng cho người giả làm thuộc hạ dưới quyền Hoắc An nói với Lucius rằng viện binh của anh sắp tới. Lucius và quân đoàn của anh bị bắt đưa về thành cổ Lâu Lan nơi Tiberius đóng quân. Sau đó, Tiberius bức tử Publius.
Tiberius ép 36 bộ tộc Tây Vực phải quy thuận mình, đồng thời sai người đem tiền định mua chuộc nốt Nhạn đầu và các binh lính còn lại ở Nhạn Môn quan. Nhưng Hoắc An đã kịp thuyết phục họ cùng nhau đi giải cứu Lucius. Nhạn đầu giả vờ bắt Hoắc An đưa tới thành Lâu Lan, nhưng cũng bị người của Tiberius giam chung với Hoắc An. Trong lúc đó, Ân Phá mang ấn soái đến nộp cho Tiberius. Bất ngờ trong hàng ngũ của hắn vẫn còn các thuộc hạ cũ trung thành với Hoắc An, họ bắn tên buộc cả đội quân phải giao chiến với quân La Mã. Tiberius trở mặt giết Ân Phá.
Hoắc An giải thoát cho quân đoàn của Lucius và tìm cách cứu Lucius nhưng anh đã từ chối và gửi gắm quân lính của mình cho Hoắc An. Hoắc An dù không muốn vẫn phải giết Lucius để giải thoát cho anh khỏi đau đớn. Sau đó, Hoắc An cùng đồng đội chiến đấu mở đường máu lên đỉnh đồi, nhưng còn lại rất ít người. Đúng lúc đó thì 36 bộ tộc đưa quân đến ứng cứu và người Parthia đến vạch trần tội ác của Tiberius. Cuối cùng, Hoắc An quyết định đấu tay đôi với Tiberius. Lúc đầu Hoắc An bị Tiberius đánh ngã tưởng như không đứng dậy nổi, và hắn chuẩn bị giết anh thì bất ngờ anh vùng dậy phản công. Mất vũ khí, Tiberius với tay ra hiệu cho lính của mình đưa kiếm cho hắn nhưng không ai đưa vì họ nhận ra bản chất tàn bạo của hắn. Tuyệt vọng, Tiberius cầm con dao của Hoắc An tự sát.
Ở phần kết của bộ phim, Hán Nguyên Đế ra chỉ dụ cho phép lập một ngôi thành trên Con đường Tơ lụa để tưởng nhớ các tướng sĩ La Mã, đặt tên là "REGUM" (Vương giả); sáp nhập quân đoàn cũ của Lucius vào biên chế của Đô hộ phủ để giữ gìn biên giới phía Tây. Trải qua thời gian, ngôi thành biến mất, và tới thời hiện đại có cặp tình nhân khảo cổ học đã phát hiện ra dấu tích của nó khi vấp ngã và nhìn thấy các văn bản có cả chữ Hán và chữ Latinh. Thế nhưng, họ đã báo về đoàn thám hiểm rằng không tìm thấy gì vì nghĩ rằng những gì thuộc về lịch sử thì hãy để nó ngủ yên trong quá khứ.

## Diễn viên
- Thành Long vai Hoắc An (霍安)
- John Cusack vai Lucius
- Adrien Brody vai Tiberius
- Lâm Bằng[13] vai Lãnh Nguyệt, nữ chiến binh của tộc Bạch Nhung
- Vương Nhược Tâm vai Tú Thanh (vợ Hoắc An)
- Choi Siwon vai Ân Phá
- Tiếu Ương vai Nhạn đầu
- Vương Thái Lợi vai Lão Thử
- Hồng Thiên Chiếu vai Hồng Nhật
- Yoo Seung-jun vai Cougar
- Lorie Pester[14] vai nữ hoàng Parthia
- Ngô Kiến Hào[15] vai Christian
- Lâm Gia Hân vai Karena
- Phùng Thiệu Phong vai tướng Hoắc Khứ Bệnh nhà Hán
- Sharni Vinson vai Phu nhân Crassus
- Jozef Waite vai Publius
- Philippe Joly vai Decimus
- James Lee Guy vai Eugene